# Radeon HD 5000 (серія відеокарт)
Radeon Evergreen (R800) - кодова назва лінійки графічного процесора, що вироблялися графічним підрозділом AMD, та випускалися як частина лінійки Radeon HD 5000. Першим чипом із серії став Cypress, та відеокарти на його основі – 5850 та 5870 – були представлені 22 вересня 2009 року. Сімейство Evergreen – перші GPU з підтримкою DirectX 11. Найпотужнішим рішенням у сімействі Evergreen став двочиповий Hemlock. Для більш дешевих рішень представлені Juniper, Redwood та Cedar.
Основним конкурентом для ATI Radeon HD 5000 була Nvidia GeForce 400 серія відеокарт. Це також остання серія яка вироблялася під іменем ATI, наступна серія вироблялася як AMD Radeon HD 6000.

## Історія
Вперше про існування, було помічено на слайді презентації AMD Technology Analyst Day у липні 2007 року як «R8xx». AMD провела прес-захід в USS Hornet Museum 10 вересня 2009 року і оголосила технологію мультиекранну ATI Eyefinity і специфікації моделей серії Radeon HD 5800. Перші продукти серії Radeon HD 5800 були випущені 23 вересня 2009 року, серія HD 5700 – 12 жовтня, а HD 5970 – 18 листопада. HD 5670 був випущений 14 січня 2010 року, а серії HD 5500 і 5400 були випущені в лютому 2010 року, доповнивши, вже й так велику лінійку графічних процесорів AMD Evergreen.
Попит настільки перевищив пропозицію, що більше ніж за два місяці після запуску, багато інтернет-магазинів все ще мали проблеми з утриманням серій 5800 і 5900 на складі.

## Архітектура
Усі відеокарти використовують архітектуру TeraScale 2
- Графічні процесори які містяться в продукті під брендом «HD 5830» і старших моделей, можуть обчислювати формат з рухомою комою подвійною точністю.
- Графічні процесори які містяться в продукті під брендом «HD 5770» і молодших моделей, мають можливість обчислювати лише формат з рухомою комою одинарної точності.
- Відповідність OpenGL 4.x вимагає підтримки шейдерів FP64. Вони реалізовані шляхом емуляції на деяких графічних процесорах TeraScale.

### Підтримка кількох моніторів
Вбудовані контролери дисплея AMD Eyefinity були представлені у вересні 2009 року в серії Radeon HD 5000. Усі продукти серії HD 5000 мають підтримку Eyefinity, які підтримують три виходи. Однак Radeon HD 5870 Eyefinity Edition підтримує шість міні-виходів DisplayPort, всі з яких можуть бути одночасно активними.
Конвеєр дисплея підтримує гаму xvYCC і виведення 12 біт на компонент через HDMI. Вихід HDMI 1.3a. Графічні процесори Radeon R700 попереднього покоління в серії Radeon HD 4000 підтримують лише аудіо LPCM 7.1 і не підтримують виведення бітового потоку для форматів аудіо Dolby TrueHD і DTS-HD Master Audio на зовнішні декодери. Ця функція тепер підтримується на графічних процесорах сімейства Evergreen. На графічних процесорах сімейства Evergreen виходи DisplayPort на платі можуть виводити 10 біт на компонент , а вихід HDMI — 12 біт на компонент.
|                | DVI-I/VGA | DVI-I/VGA | HDMI | DisplayPort |
| -------------- | --------- | --------- | ---- | ----------- |
| Конфігурація 1 | Так       | Так       | Ні   | Так         |
| Конфігурація 2 | Так       | Ні        | Так  | Так         |

### Прискорення відео
Unified Video Decoder (UVD2.2) присутній на кристалах всіх продуктів, підтримується AMD Catalyst 9.11 і пізніше через DXVA 2.0 на Microsoft Windows і VDPAU на Linux і FreeBSD. Безкоштовний драйвер графічного пристрою з відкритим вихідним кодом також підтримує UVD.

### OpenCL (API)
OpenCL прискорює багато наукових пакетів програмного забезпечення від процесора до фактора 10 або 100 і більше. OpenCL від 1.0 до 1.2 підтримуються для всіх мікросхем з TeraScale 2 і 3.

## Продукти

### Radeon HD 5400

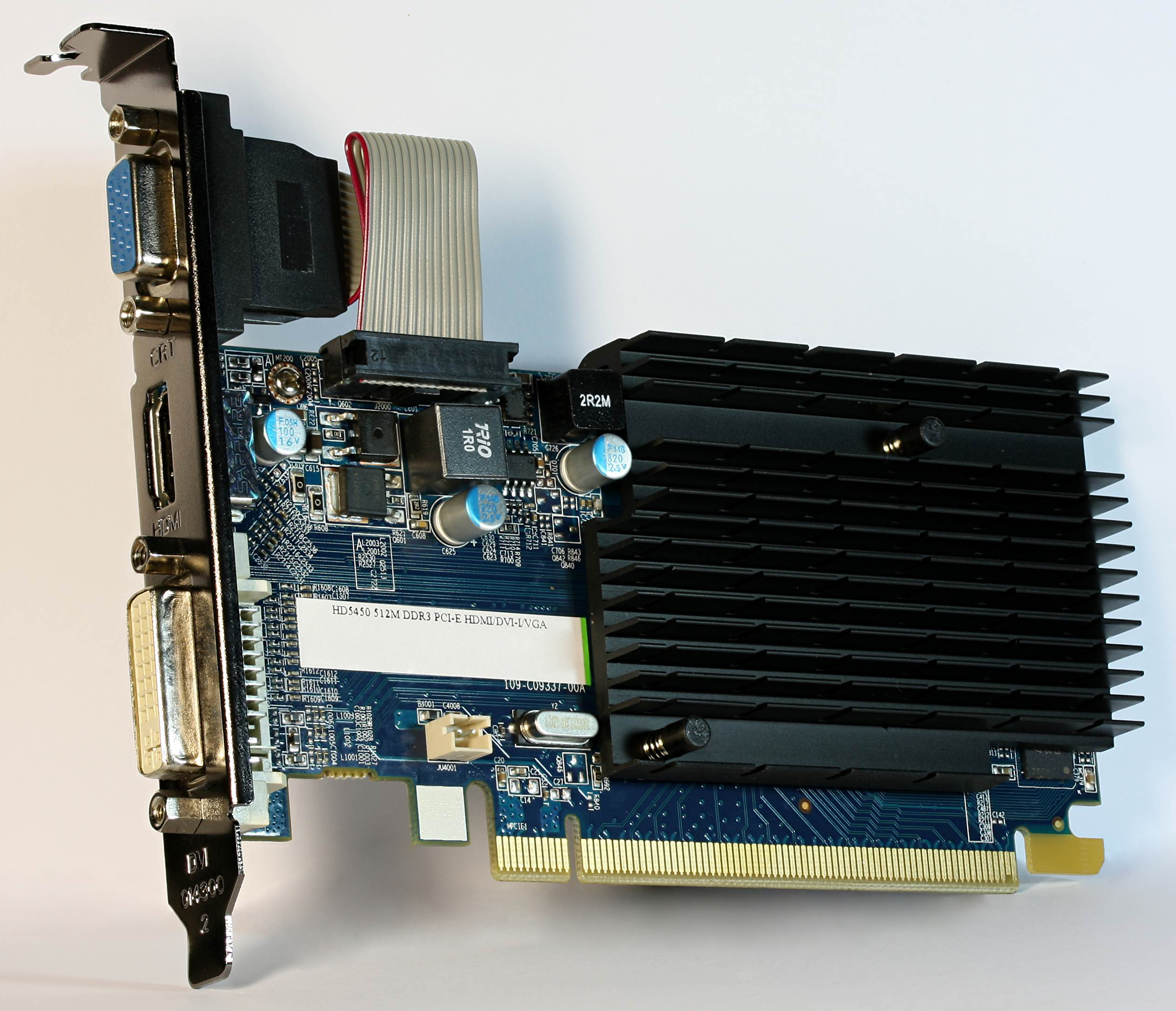
Radeon HD 5450 від Sapphire Technology

Radeon HD 5400 під кодовою назвою Cedar  була анонсована 4 лютого 2010 року, починаючи з HD 5450. Radeon HD 5450 має 80 потокових ядер, частоту ядра 650 МГц і пам'ять DDR2 або DDR3 800 МГц. Серія 5400 розроблена з урахуванням низькопрофільного розміру карти.

### Radeon HD 5500

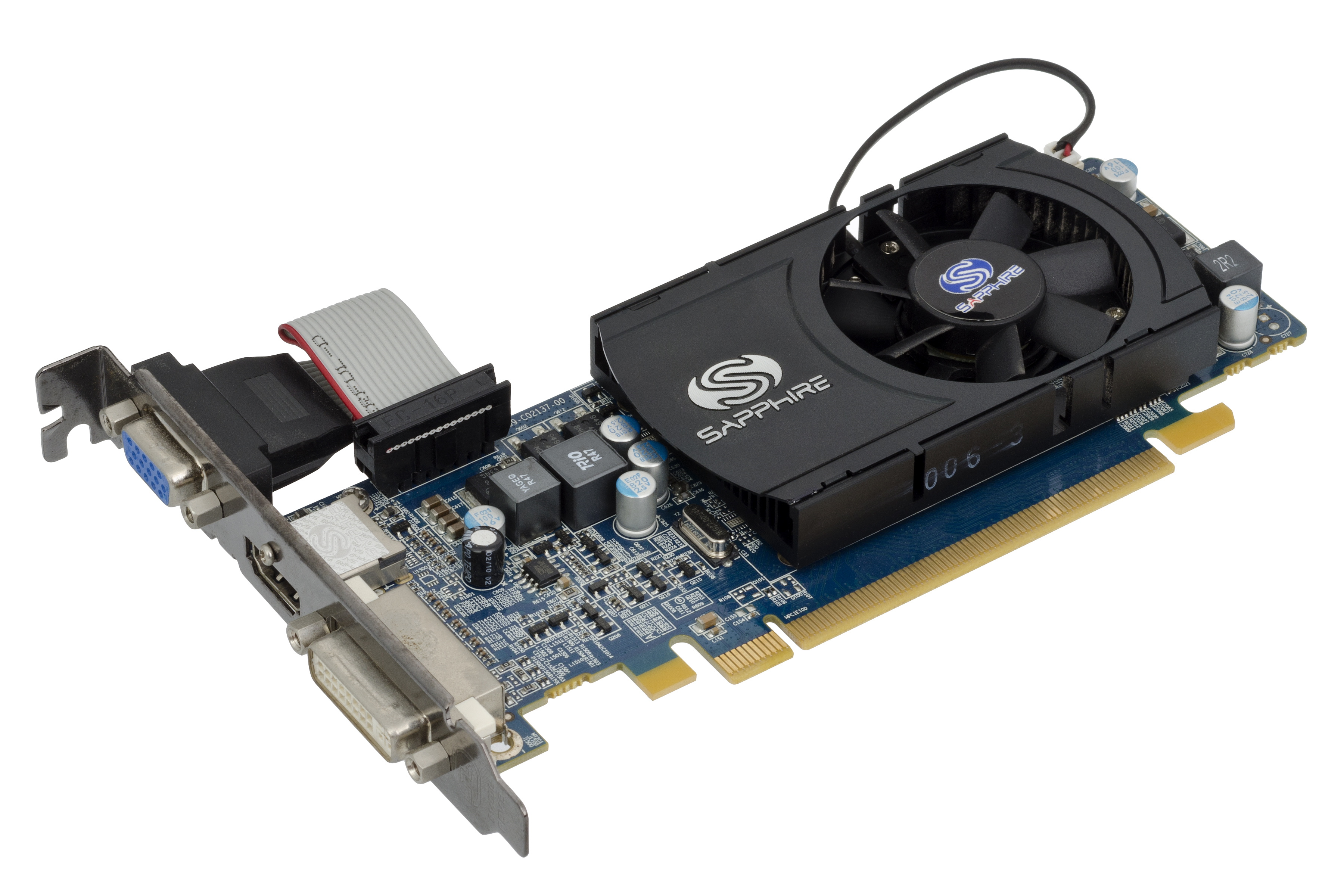
Низькопрофільна карта HD 5570

Radeon HD 5570 був випущений 9 лютого 2010 року з використанням графічного процесора Redwood XT, як у серії 5600. Спочатку на випуску був обмежений пам'яттю DDR3, але пізніше ATI додала підтримку пам'яті GDDR5. Доступний ще один варіант, який містить лише 320 потокових ядер, і в якості назви продукту було запропоновано Radeon HD 5550. 5570s і 5550s були доступні з пам'яттю GDDR5, GDDR3 і DDR2. Модель 5550 мав відключений один шейдерний рушій, тому мав лише 320 потокових процесорів (4 рушія, 80 одиниць VLIW-5 кожен).
Усі моделі еталонних плат серії Radeon HD 5500 мають половинну висоту, що робить їх придатними для низькопрофільного форм-фактора шасі.

### Radeon HD 5600

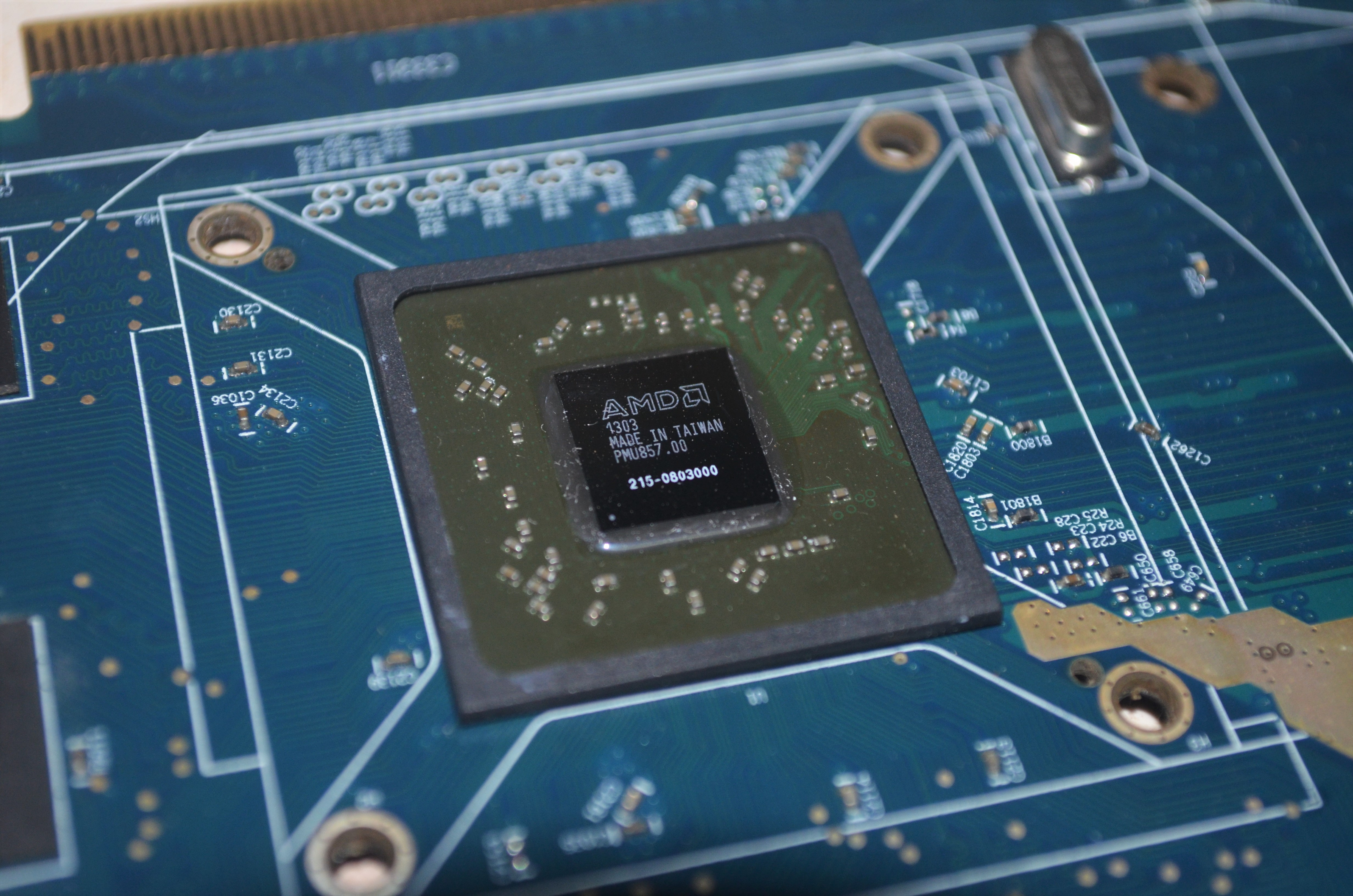
Чип HD 5670 без охолодження на платі

Під кодовою назвою Redwood XT серія 5600 має всі п’ять шейдерних рушіїв Redwood. Оскільки кожен з них має 80 блоків VLIW-5, це дало йому 400 потокових процесорів. Опорні тактові частоти були 775 МГц для всіх 5600, в той час як частота пам’яті була різною у різних виробників, як і використання пам’яті DDR3 і GDDR5, причому остання була вдвічі швидше.

### Radeon HD 5700
Кодова назва для графічного процесора 5700 була Juniper і була рівно наполовину повільніша за Cypress. Половина шейдерних рушіїв, половина контролерів пам’яті, половина ROPs, половина TMU, половина всього. У 5750 був відключений один шейдерний рушій (з 10), тому було 720 потокових процесорів, тоді як у 5770 були ввімкнені всі десять. Крім того, 5750 працював на 700 МГц і меншій напрузі, тоді як 5770 використовував більше енергії, але працював на 850 МГц. Обидві карти зазвичай мали 1 ГБ пам’яті GDDR5, але існували варіанти на 512 МБ, при цьому продуктивність дещо погіршувалася.

### Radeon HD 5800

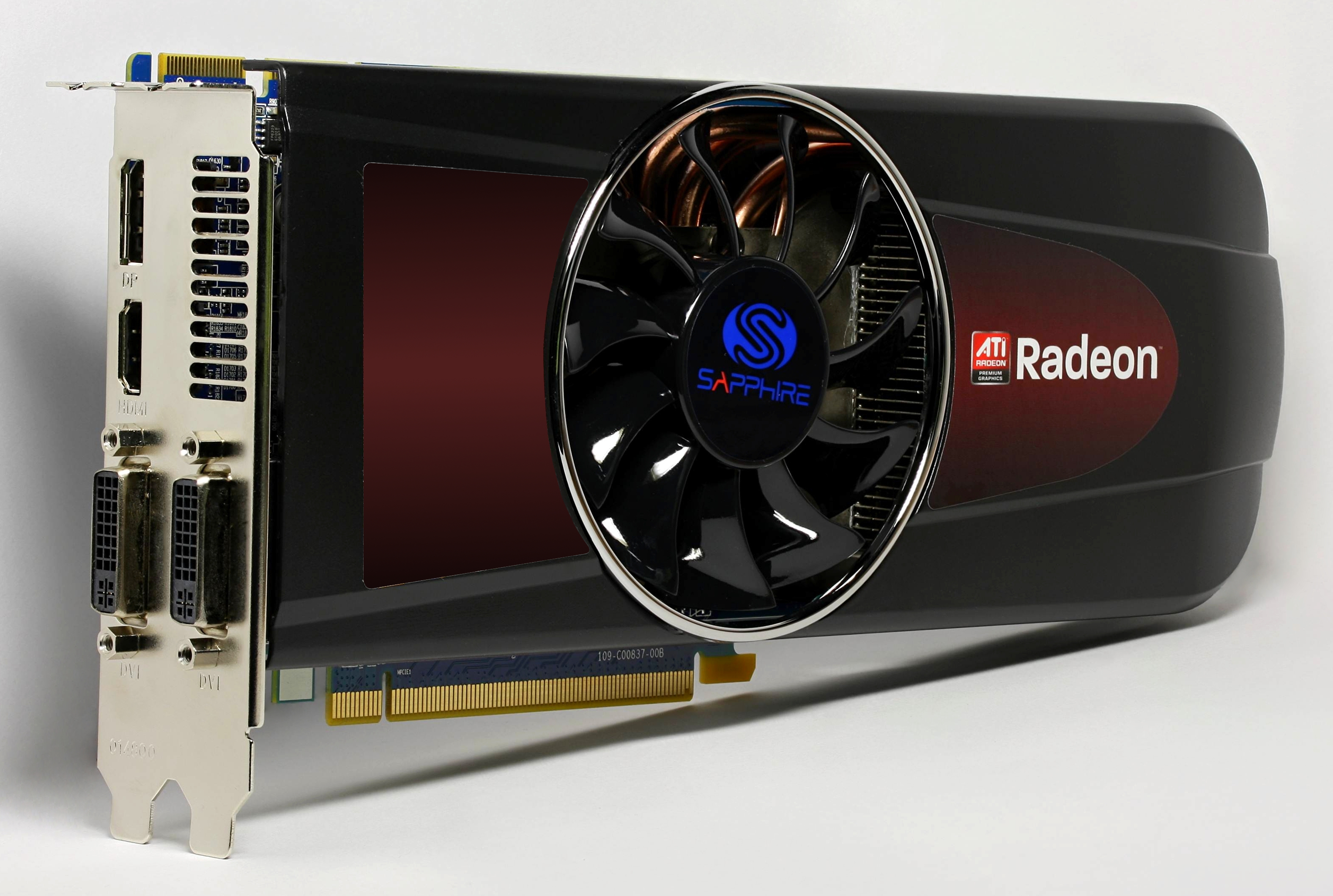
Radeon HD 5870 від Sapphire Technology

Серія Radeon HD 5800 під кодовою назвою Cypress була анонсована 23 вересня 2009 року. Продукти включали Radeon HD 5850 і Radeon HD 5870. Початкова модель Radeon HD 5870 може підтримувати максимум три виходи дисплея, і один з них має підтримувати DisplayPort. З точки зору загальної продуктивності, 5870 знаходиться між GTX 470 і GTX 480 від конкурентної компанії Nvidia, будучи ближче до GTX 480, ніж GTX 470. Була випущена версія Radeon HD 5870 Eyefinity 6 з пам’яттю GDDR5 об’ємом 2 ГБ, яка підтримує шість одночасних екранів, усі вони мають бути підключені до одного з міні-виходів DisplayPort і всі підтримують підключення, щоб не потребувати додаткового обладнання. Radeon HD 5870 має 1600 використовуваних шейдерних процесорів, а Radeon HD 5850 має 1440 потокових ядер, оскільки 160 із 1600 ядер відключаються під час збірки продуктів, що виявляє потенційно дефектні ділянки чипа. Radeon HD 5830 був випущений 25 лютого 2010 року. Radeon HD 5830 має 1120 потокових ядер і стандартну частоту ядра 800 МГц.

### Radeon HD 5900

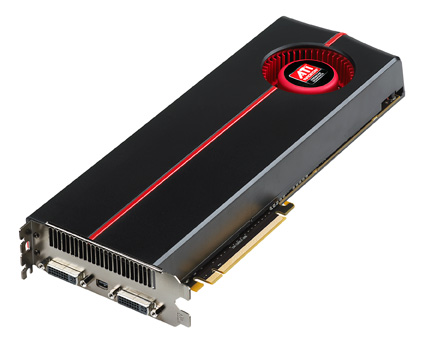
ATI Radeon HD 5970

Radeon HD 5900 під кодовою назвою Hemlock була анонсована 12 жовтня 2009 року, починаючи з HD 5970. Серія використовує два графічних процесора Cypress і міст PCI-E у сторонніх виробників. Подібно до відеокарт серії Radeon HD 4800 X2; однак AMD відмовилася від використання назви X2 для варіантів із двома графічними процесорами, починаючи з серії Radeon HD 5900, що робить її єдиною серією в сімействі графічних процесорів Evergreen, яка має два графічні процесори на одній друкованій платі.

## Модельний ряд
| Модель                            | Дата виходу       | Кодове ім'я | Транзистори (млн шт.) | Площа ядра (мм2) | Інтерфейс вводу-виводу | Обсяг відеопам'яті (МБ) | Частота    | Частота       | Конфігурація ядра 1  | Пікова швидкість заповнення | Пікова швидкість заповнення | Пам'ять                    | Пам'ять    | Пам'ять           | GFLOPS | Енерго- споживання (Вт) | Енерго- споживання (Вт) | Double-precision FP |
| Модель                            | Дата виходу       | Кодове ім'я | Транзистори (млн шт.) | Площа ядра (мм2) | Інтерфейс вводу-виводу | Обсяг відеопам'яті (МБ) | ядра (МГц) | пам'ять (МГц) | Конфігурація ядра 1  | (ГП/с)                      | (ГТ/с)                      | Пропускна здатність (ГБ/с) | Тип        | Ширина шини (Біт) | GFLOPS | Спокій                  | Максимум                | Double-precision FP |
| --------------------------------- | ----------------- | ----------- | --------------------- | ---------------- | ---------------------- | ----------------------- | ---------- | ------------- | -------------------- | --------------------------- | --------------------------- | -------------------------- | ---------- | ----------------- | ------ | ----------------------- | ----------------------- | ------------------- |
| Radeon HD 5450                    | 4 лютого 2010     | Cedar PRO   | 292                   | 59               | PCIe 2.1 x16           | 512 1024                | 650        | 400 800       | 80(16x5):8:4         | 2.6                         | 5.2                         | 6.4 12.8                   | DDR2 DDR3  | 64                | 104    | 6.4                     | 19.1                    | Ні                  |
| Radeon HD 5550                    | 9 лютого 2010     | Redwood LE  | 627                   | 110              | PCIe 2.1 x16           | 512 1024                | 550        | 400 800       | 320(64x5):16:8       | 4.4                         | 8.8                         | 12.8 25.6                  | DDR2 GDDR3 | 128               | 352    | 9                       | 40                      | Ні                  |
| Radeon HD 5570                    | 9 лютого 2010     | Redwood PRO | 627                   | 110              | PCIe 2.1 x16           | 512 1024                | 650        | 900           | 400(80x5):20:8       | 5.2                         | 13                          | 28.8                       | GDDR5      | 128               | 520    | 9.7                     | 42.7                    | Ні                  |
| Radeon HD 5670                    | 14 січня 2010     | Redwood XT  | 627                   | 110              | PCIe 2.1 x16           | 512 1024                | 775        | 1000          | 400(80x5):20:8       | 6.2                         | 15.5                        | 64                         | GDDR5      | 128               | 620    | 14                      | 61                      | Ні                  |
| Radeon HD 5750                    | 13 жовтня 2009    | Juniper LE  | 1040                  | 170              | PCIe 2.1 x16           | 512 1024                | 700        | 1150          | 720(144x5):36:16     | 11.2                        | 25.2                        | 73.6                       | GDDR5      | 128               | 1008   | 16                      | 86                      | Ні                  |
| Radeon HD 5770                    | 13 жовтня 2009    | Juniper XT  | 1040                  | 170              | PCIe 2.1 x16           | 512 1024                | 850        | 1200          | 800(160x5):40:16     | 13.6                        | 34                          | 76.8                       | GDDR5      | 128               | 1360   | 18                      | 108                     | Ні                  |
| Radeon HD 5830                    | 25 лютого 2010    | Cypress LE  | 2154                  | 334              | PCIe 2.1 x16           | 1024                    | 800        | 1000          | 1120(224x5):56:16    | 12.8                        | 44.8                        | 128                        | GDDR5      | 256               | 1792   | 25                      | 175                     | 358.4               |
| Radeon HD 5850                    | 30 вересня 2009   | Cypress PRO | 2154                  | 334              | PCIe 2.1 x16           | 1024, 2048              | 725        | 1000          | 1440(288x5):72:32    | 23.2                        | 52.2                        | 128                        | GDDR5      | 256               | 2088   | 27                      | 151                     | 417.6               |
| Radeon HD 5870                    | 23 вересня 2009   | Cypress XT  | 2154                  | 334              | PCIe 2.1 x16           | 1024, 2048              | 850        | 1200          | 1600(320x5):80:32    | 27.2                        | 68                          | 153.6                      | GDDR5      | 256               | 2720   | 27                      | 188                     | 544                 |
| Radeon HD 5870 Eyefinity6 Edition | 11 березня 2010   | Cypress XT  | 2154                  | 334              | PCIe 2.1 x16           | 2048                    | 850        | 1200          | 1600(320x5):80:32    | 27.2                        | 68                          | 153.6                      | GDDR5      | 256               | 2720   | 27                      | 188                     | 544                 |
| Radeon HD 5970                    | 18 листопада 2009 | Hemlock XT  | 2x 2154               | 2x 334           | PCIe 2.1 x16           | 2x1024                  | 725        | 1000          | 2x 1600(320x5):80:32 | 46.4                        | 116                         | 2x 128                     | GDDR5      | 2x 256            | 4640   | 51                      | 294                     | 928                 |
| Radeon HD 5970(AIB vendors)       | Q2 2010           | Hemlock XT  | 2x 2154               | 2x 334           | PCIe 2.1 x16           | 2x2048                  | 850        | 1200          | 2x 1600(320x5):80:32 | 54.4                        | 136                         | 2x 153.6                   | GDDR5      | 2x 256            | 5440   | 51                      | 320                     | 928                 |

- 1 Уніфікована шейдерних процесорів : Текстурних блоків : Блоків растеризації
- 2 Ефективна швидкість передачі даних пам'яті GDDR5 є вчетверо відносно реальної, замість подвоєної як в інший пам'яті DDR.

## Особливості розвитку Radeon
| Назва серії відеокарт             | Wonder            | Mach              | 3D Rage           | Rage Pro          | Rage 128          | R100              | R200                                    | R300                                    | R400                                    | R500                                    | R600                             | RV670                            | R700                             | Evergreen                          | Northern Islands                   | Southern Islands                 | Sea Islands                                                     | Volcanic Islands                                                | Arctic Islands/Polaris                                          | Vega                                                            | Navi                                  | Navi 2X                               |         |
| --------------------------------- | ----------------- | ----------------- | ----------------- | ----------------- | ----------------- | ----------------- | --------------------------------------- | --------------------------------------- | --------------------------------------- | --------------------------------------- | -------------------------------- | -------------------------------- | -------------------------------- | ---------------------------------- | ---------------------------------- | -------------------------------- | --------------------------------------------------------------- | --------------------------------------------------------------- | --------------------------------------------------------------- | --------------------------------------------------------------- | ------------------------------------- | ------------------------------------- | ------- |
| Дата виходу                       | 1986              | 1991              | 1996              | 1997              | 1998              | квітень 2000      | серпень 2001                            | вересень 2002                           | травень 2004                            | жовтень 2005                            | травень 2007                     | листопад 2007                    | липень 2008                      | вересень 2009                      | жовтень 2010                       | січень 2012                      | вересень 2013                                                   | червень 2015                                                    | червень 2016                                                    | червень 2017                                                    | липень 2019                           | листопад 2020                         |         |
| Маркетингова назва                | Wonder            | Mach              | 3D Rage           | Rage Pro          | Rage              | Radeon 7000       | Radeon 8000                             | Radeon 9000                             | Radeon X700/X800                        | Radeon X1000                            | Radeon HD 1000/2000              | Radeon HD 3000                   | Radeon HD 4000                   | Radeon HD 5000                     | Radeon HD 6000                     | Radeon HD 7000                   | Radeon Rx 200                                                   | Radeon Rx 300                                                   | Radeon RX 400/500                                               | Radeon RX Vega/Radeon VII (7 нм)                                | Radeon RX 5000                        | Radeon RX 6000                        |         |
| Підтримується AMD                 | Ended             | Ended             | Ended             | Ended             | Ended             | Ended             | Ended                                   | Ended                                   | Ended                                   | Ended                                   | Ended                            | Ended                            | Ended                            | Ended                              | Ended                              | Ended                            | Ended                                                           | Ended                                                           | Current                                                         | Current                                                         | Current                               | Current                               | Current |
| Вид графіки                       | 2D                | 2D                | 3D                | 3D                | 3D                | 3D                | 3D                                      | 3D                                      | 3D                                      | 3D                                      | 3D                               | 3D                               | 3D                               | 3D                                 | 3D                                 | 3D                               | 3D                                                              | 3D                                                              | 3D                                                              | 3D                                                              | 3D                                    | 3D                                    |         |
| Архітектура                       | Не розголошується | Не розголошується | Не розголошується | Не розголошується | Не розголошується | Не розголошується | Не розголошується                       | Не розголошується                       | Не розголошується                       | Не розголошується                       | TeraScale система команд         | TeraScale система команд         | TeraScale система команд         | TeraScale система команд           | TeraScale система команд           | GCN система команд               | GCN система команд                                              | GCN система команд                                              | GCN система команд                                              | GCN система команд                                              | RDNA система команд                   | RDNA система команд                   |         |
| Мікроархітектура                  | Не розголошується | Не розголошується | Не розголошується | Не розголошується | Не розголошується | Не розголошується | Не розголошується                       | Не розголошується                       | Не розголошується                       | Не розголошується                       | TeraScale 1                      | TeraScale 1                      | TeraScale 1                      | TeraScale 2 (VLIW5)                | TeraScale 3 (VLIW4)                | GCN 1st gen                      | GCN 2nd gen                                                     | GCN 3rd gen                                                     | GCN 4th gen                                                     | GCN 5th gen                                                     | RDNA                                  | RDNA 2                                |         |
| Тип                               | Fixed pipeline    | Fixed pipeline    | Fixed pipeline    | Fixed pipeline    | Fixed pipeline    | Fixed pipeline    | Програмовані конвеєри пікселів і вершин | Програмовані конвеєри пікселів і вершин | Програмовані конвеєри пікселів і вершин | Програмовані конвеєри пікселів і вершин | Уніфікована шейдерна архітектура | Уніфікована шейдерна архітектура | Уніфікована шейдерна архітектура | Уніфікована шейдерна архітектура   | Уніфікована шейдерна архітектура   | Уніфікована шейдерна архітектура | Уніфікована шейдерна архітектура                                | Уніфікована шейдерна архітектура                                | Уніфікована шейдерна архітектура                                | Уніфікована шейдерна архітектура                                | Уніфікована шейдерна архітектура      | Уніфікована шейдерна архітектура      |         |
| Direct3D                          | Н/Д               | Н/Д               | 5.0               | 6.0               | 6.0               | 7.0               | 8.1                                     | 9.0 11 (9_2)                            | 9.0b 11 (9_2)                           | 9.0c 11 (9_3)                           | 10.0 11 (10_0)                   | 10.1 11 (10_1)                   | 10.1 11 (10_1)                   | 11 (11_0)                          | 11 (11_0)                          | 11 (11_1) 12 (11_1)              | 11 (12_0) 12 (12_0)                                             | 11 (12_0) 12 (12_0)                                             | 11 (12_0) 12 (12_0)                                             | 11 (12_1) 12 (12_1)                                             | 11 (12_1) 12 (12_1)                   | 11 (12_1) 12 (12_2)                   |         |
| Shader model                      | Н/Д               | Н/Д               | Н/Д               | Н/Д               | Н/Д               | Н/Д               | 1.4                                     | 2.0+                                    | 2.0b                                    | 3.0                                     | 4.0                              | 4.1                              | 4.1                              | 5.0                                | 5.0                                | 5.1                              | 5.1 6.3                                                         | 5.1 6.3                                                         | 5.1 6.3                                                         | 6.4                                                             | 6.4                                   | 6.5                                   |         |
| OpenGL                            | Н/Д               | Н/Д               | Н/Д               | 1.1               | 1.2               | 1.3               | 1.3                                     | 2.1                                     | 2.1                                     | 2.1                                     | 3.3                              | 3.3                              | 3.3                              | 4.5 (на Linux: 4.5 (Mesa 3D 21.0)) | 4.5 (на Linux: 4.5 (Mesa 3D 21.0)) | 4.6 (на Linux: 4.6 (Mesa 20.0))  | 4.6 (на Linux: 4.6 (Mesa 20.0))                                 | 4.6 (на Linux: 4.6 (Mesa 20.0))                                 | 4.6 (на Linux: 4.6 (Mesa 20.0))                                 | 4.6 (на Linux: 4.6 (Mesa 20.0))                                 | 4.6 (на Linux: 4.6 (Mesa 20.0))       | 4.6 (на Linux: 4.6 (Mesa 20.0))       |         |
| Vulkan                            | Н/Д               | Н/Д               | Н/Д               | Н/Д               | Н/Д               | Н/Д               | Н/Д                                     | Н/Д                                     | Н/Д                                     | Н/Д                                     | Н/Д                              | Н/Д                              | Н/Д                              | Н/Д                                | Н/Д                                | 1.0 (Win 7+ або Mesa 17+)        | 1.2 (Adrenalin 20.1, Linux Mesa 20.0)                           | 1.2 (Adrenalin 20.1, Linux Mesa 20.0)                           | 1.2 (Adrenalin 20.1, Linux Mesa 20.0)                           | 1.2 (Adrenalin 20.1, Linux Mesa 20.0)                           | 1.2 (Adrenalin 20.1, Linux Mesa 20.0) | 1.2 (Adrenalin 20.1, Linux Mesa 20.0) |         |
| OpenCL                            | Н/Д               | Н/Д               | Н/Д               | Н/Д               | Н/Д               | Н/Д               | Н/Д                                     | Н/Д                                     | Н/Д                                     | Н/Д                                     | Close to Metal                   | Close to Metal                   | 1.1                              | 1.2                                | 1.2                                | 1.2                              | 2.0 (Adrenalin драйвер на Win7+) (1.2 на Linux, 2.1 з AMD ROCm) | 2.0 (Adrenalin драйвер на Win7+) (1.2 на Linux, 2.1 з AMD ROCm) | 2.0 (Adrenalin драйвер на Win7+) (1.2 на Linux, 2.1 з AMD ROCm) | 2.0 (Adrenalin драйвер на Win7+) (1.2 на Linux, 2.1 з AMD ROCm) | 2.0                                   | 2.1                                   |         |
| HSA / ROCm                        | Н/Д               | Н/Д               | Н/Д               | Н/Д               | Н/Д               | Н/Д               | Н/Д                                     | Н/Д                                     | Н/Д                                     | Н/Д                                     | Н/Д                              | Н/Д                              | Н/Д                              | Н/Д                                | Н/Д                                | Так                              | Так                                                             | Так                                                             | Так                                                             | Так                                                             | ?                                     | ?                                     |         |
| Декодування відео ASIC            | Н/Д               | Н/Д               | Н/Д               | Н/Д               | Н/Д               | Н/Д               | Н/Д                                     | Н/Д                                     | Н/Д                                     | Н/Д                                     | Avivo/UVD                        | UVD+                             | UVD 2                            | UVD 2.2                            | UVD 3                              | UVD 4                            | UVD 4.2                                                         | UVD 5.0 або 6.0                                                 | UVD 6.3                                                         | UVD 7                                                           | VCN 2.0                               | VCN 3.0                               |         |
| Кодування відео ASIC              | Н/Д               | Н/Д               | Н/Д               | Н/Д               | Н/Д               | Н/Д               | Н/Д                                     | Н/Д                                     | Н/Д                                     | Н/Д                                     | Н/Д                              | Н/Д                              | Н/Д                              | Н/Д                                | Н/Д                                | VCE 1.0                          | VCE 2.0                                                         | VCE 3.0 або 3.1                                                 | VCE 3.4                                                         | VCE 4.0                                                         | VCN 2.0                               | VCN 3.0                               |         |
| Fluid Motion ASIC                 | Ні                | Ні                | Ні                | Ні                | Ні                | Ні                | Ні                                      | Ні                                      | Ні                                      | Ні                                      | Ні                               | Ні                               | Ні                               | Ні                                 | Ні                                 | Ні                               | Так                                                             | Так                                                             | Так                                                             | Так                                                             | Ні                                    | Ні                                    |         |
| Power saving                      | ?                 | ?                 | ?                 | ?                 | ?                 | ?                 | ?                                       | ?                                       | ?                                       | ?                                       | PowerPlay                        | PowerPlay                        | PowerPlay                        | PowerPlay                          | PowerTune                          | PowerTune & ZeroCore Power       | PowerTune & ZeroCore Power                                      | PowerTune & ZeroCore Power                                      | PowerTune & ZeroCore Power                                      | PowerTune & ZeroCore Power                                      | ?                                     | ?                                     |         |
| TrueAudio                         | Н/Д               | Н/Д               | Н/Д               | Н/Д               | Н/Д               | Н/Д               | Н/Д                                     | Н/Д                                     | Н/Д                                     | Н/Д                                     | Н/Д                              | Н/Д                              | Н/Д                              | Н/Д                                | Н/Д                                | Н/Д                              | Через виділений ЦОС                                             | Через виділений ЦОС                                             | Через шейдери                                                   | Через шейдери                                                   | Через шейдери                         | ?                                     |         |
| FreeSync                          | Н/Д               | Н/Д               | Н/Д               | Н/Д               | Н/Д               | Н/Д               | Н/Д                                     | Н/Д                                     | Н/Д                                     | Н/Д                                     | Н/Д                              | Н/Д                              | Н/Д                              | Н/Д                                | Н/Д                                | Н/Д                              | 1 2                                                             | 1 2                                                             | 1 2                                                             | 1 2                                                             | 1 2                                   | 1 2                                   |         |
| HDCP                              | ?                 | ?                 | ?                 | ?                 | ?                 | ?                 | ?                                       | ?                                       | ?                                       | ?                                       | ?                                | ?                                | ?                                | ?                                  | ?                                  | ?                                | 1.4                                                             | 1.4                                                             | 1.4 2.2                                                         | 1.4 2.2                                                         | 1.4 2.2 2.3                           | ?                                     |         |
| PlayReady                         | Н/Д               | Н/Д               | Н/Д               | Н/Д               | Н/Д               | Н/Д               | Н/Д                                     | Н/Д                                     | Н/Д                                     | Н/Д                                     | Н/Д                              | Н/Д                              | Н/Д                              | Н/Д                                | Н/Д                                | Н/Д                              | Н/Д                                                             | Н/Д                                                             | 3.0                                                             | Ні                                                              | 3.0                                   | ?                                     |         |
| Підтримка екранів                 |                   |                   |                   |                   |                   | 1–2               | 2                                       | 2                                       | 2                                       | 2                                       | 2                                | 2                                | 2                                | 2–6                                | 2–6                                | 2–6                              | 2–6                                                             | 2–6                                                             | 2–6                                                             | 2–6                                                             | ?                                     | ?                                     |         |
| Макс. роздільна здатність дисплея | ?                 | ?                 | ?                 | ?                 | ?                 | ?                 | ?                                       | ?                                       | ?                                       | ?                                       | ?                                | ?                                | ?                                | 2–6 × 2560×1600                    | 2–6 × 2560×1600                    | 2–6 × 4096×2160 @ 60 Гц          | 2–6 × 4096×2160 @ 60 Гц                                         | 2–6 × 4096×2160 @ 60 Гц                                         | 2–6 × 5120×2880 @ 60 Гц                                         | 3 × 7680×4320 @ 60 Гц                                           | 7680×4320 @ 60 Гц PowerColor          | 7680×4320 @ 60 Гц PowerColor          |         |
| /drm/radeon                       |                   |                   |                   |                   |                   | Так               | Так                                     | Так                                     | Так                                     | Так                                     | Так                              | Так                              | Так                              | Так                                | Так                                | Так                              | Так                                                             | Н/Д                                                             | Н/Д                                                             | Н/Д                                                             | Н/Д                                   | Н/Д                                   |         |
| /drm/amdgpu h                     | Н/Д               | Н/Д               | Н/Д               | Н/Д               | Н/Д               | Н/Д               | Н/Д                                     | Н/Д                                     | Н/Д                                     | Н/Д                                     | Н/Д                              | Н/Д                              | Н/Д                              | Н/Д                                | Н/Д                                | Н/Д                              | Н/Д                                                             | Так                                                             | Так                                                             | Так                                                             | Так                                   | Так                                   | Так     |

1. ↑  The Radeon 100 Series has programmable pixel shaders, but do not fully comply with DirectX 8 or Pixel Shader 1.0. See article on R100's pixel shaders.
2. ↑  R300, R400 and R500 based cards do not fully comply with OpenGL 2+ as the hardware does not support all types of non-power of two (NPOT) textures.
3. ↑  OpenGL 4+ compliance requires supporting FP64 shaders and these are emulated on some TeraScale chips using 32-bit hardware.
4. 1 2 3  The UVD and VCE were replaced by the Video Core Next (VCN) ASIC in the Raven Ridge APU implementation of Vega.
5. ↑  Video processing ASIC for video frame rate interpolation technique. In Windows it works as a DirectShow filter in your player. In Linux, there is no support on the part of drivers and / or community.
6. 1 2  To play protected video content, it also requires card, operating system, driver, and application support. A compatible HDCP display is also needed for this. HDCP is mandatory for the output of certain audio formats, placing additional constraints on the multimedia setup.
7. ↑  More displays may be supported with native DisplayPort connections, or splitting the maximum resolution between multiple monitors with active converters.
8. ↑  DRM (Direct Rendering Manager) is a component of the Linux kernel. Support in this table refers to the most current version.

## Драйвери

### Пропрієтарний драйвер AND Catalyst
AMD Catalyst розроблявся для Microsoft Windows і Linux. Станом на липень 2014 року інші операційні системи офіційно не підтримуються. Для бренду AMD FirePro, який базується на ідентичному обладнанні, існують драйвери графічних пристроїв, сертифіковані OpenGL.
AMD Catalyst підтримує всі функції, рекламовані для бренду Radeon.

### Безкоштовний драйвер з відкритим кодом для Radeon
Безкоштовні драйвери з відкритим вихідним кодом в основному розроблені для Linux, але також були перенесені на інші операційні системи. Кожен драйвер складається з п'яти частин:
1. DRM компонент ядра Linux
2. Драйвер KMS компонента ядра Linux: в основному драйвер пристрою для контролера дисплея
3. компонент користувацького простору libDRM
4. компонент простору користувача в Mesa 3D;
5. спеціальний і чіткий драйвер 2D графічного пристрою для сервера X.Org, який, буде замінено на Glamor

Безкоштовний графічний драйвер Radeon з відкритим вихідним кодом підтримує більшість функцій, реалізованих у лінійці графічних процесорів Radeon.
Безкоштовні драйвери графічних пристроїв Radeon з відкритим вихідним кодом не спроектовані, а засновані на документації, опублікованій AMD.

### Продукти для ноутбуків
- Серія ATI Mobility Radeon HD 5400 [Архівовано 30 січня 2014 у Wayback Machine.]
- Серія ATI Mobility Radeon HD 5700 & HD 5600 [Архівовано 1 березня 2014 у Wayback Machine.]
- Серія ATI Mobility Radeon HD 5800 [Архівовано 14 листопада 2013 у Wayback Machine.]
- Серія AMD Radeon HD 6300M [Архівовано 29 січня 2014 у Wayback Machine.]
- Серія AMD Radeon HD 6500M [Архівовано 30 січня 2014 у Wayback Machine.]
- Серія AMD Radeon HD 6800M [Архівовано 31 січня 2014 у Wayback Machine.]